# Panterserien
Panterserien är en bokserie med översatt skönlitteratur som utgavs av Norstedts förlag åren 1979–1989. I serien utgavs tidigare ej översatta verk av samtida författare, bland dem de senare nobelpristagarna Mario Vargas Llosa och Patrick Modiano. Totalt utgavs 71 titlar i serien av 50 olika författare översatta från 15 språk.

## Utgivning
- Barndomsmönster – Christa Wolf
- Återföreningen – Fred Uhlman
- Soldialogerna – John Gardner
- Tillägnan – Botho Strauss
- Solo på en glansbild – Þorgeir Þorgeirsson
- Familjebok – Patrick Modiano
- Det gröna huset – Mario Vargas Llosa
- Candido eller En dröm på Sicilien – Leonardo Sciascia
- Bortom all kärlek – Martin Walser
- I Polen, dvs. ingenstans --- – Kazimierz Brandys
- Svek – Dag Solstad
- Brottstycken – Almeida Faria
- Biobesökaren – Walker Percy
- Krigen – Timothy Findley
- Musik och tystnad – Anne Redmon
- Att gå i kylan – Werner Herzog
- Sömnlösa dagar – Jurek Becker
- Resenärerna – Ole Sarvig
- Den kalla natten – Ba Jin
- De dunkla butikernas gata – Patrick Modiano
- Lilla Jonna – Kirsten Thorup
- Den stående klockan – Hanna Johansen
- Den långa sommaren – Kirsten Thorup
- Förfalskningen – Nicolas Born
- Cowgirl blues – Tom Robbins
- En skenande häst – Martin Walser
- Fjällskuggan och andra noveller från Färöarna – Heðin Brú
- Krig – Dag Solstad
- Tant Julia och författaren – Mario Vargas Llosa
- Aftonljus – Stephan Hermlin
- Buller – Botho Strauss
- Den feta människan i historien – Peter Carey
- Landet som icke är – Christa Wolf
- Pusjkins hus – Andrej Georgievič Bitov
- Lusitania – Almeida Faria
- Stilleben med hackspett – Tom Robbins
- Om hjältar och gravar – Ernesto Sábato
- Lätt färd till andra planeter – Ted Mooney
- Ån strömmar genom staden – Antti Tuuri
- Den sista dimman – María Luisa Bombal
- Det stilla havet – Gerhard Roth
- Stilla stunder – Einar Økland
- Bindningar – Barbara Frischmuth
- Bröd och vapen – Dag Solstad
- Fladdrande sommarklänningar – Oek de Jong
- Kassandra – Christa Wolf
- Ön Krim av Aksenov – Vasilij Pavlovič
- Startbana – Judit Tóth
- Fröjd – Peter Carey
- Shiloh och andra berättelser – Bobbie Ann Mason
- Domens dag – Salvatore Satta
- Den främmande vännen – Christoph Hein
- Ungdomsår – Patrick Modiano
- Betong – Thomas Bernhard
- Dolkmännen – Leonardo Sciascia
- Samurajen – Shūsaku Endō
- Månaderna – Kazimierz Brandys
- Tältpinnen – Aritha Van Herk
- En dag i Österbotten – Antti Tuuri
- En tid i paradiset – Breyten Breytenbach
- Abaddon, utplånaren – Ernesto Sábato
- Kejsarberättelsen – Ib Michael
- Minnets kvarter – Patrick Modiano
- Den flyende Monachov – Andrej Georgievič Bitov
- Månen på papperet – Bei Dao
- Edisto – Padgett Powell
- Hjärnspöken – Jan Bernlef
- Parabeln om de blinda – Gert Hofmann
- Hjärtats hjälpverb – Péter Esterházy
- Fjäderboll – Graham Swift
- Wittgensteins brorson – Thomas Bernhard
- Den egensinnige från Buchara – Timur Ischakovič Pulatov